# Recettori cannabinoidi

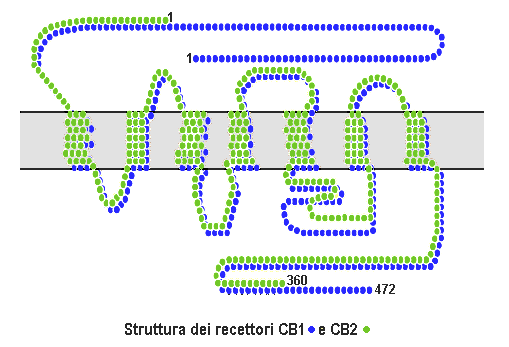
Struttura dei recettori cannabinoidi

I recettori cannabinoidi sono una classe di recettori della famiglia dei recettori accoppiati alla proteina G.
La stimolazione dei recettori cannabinoidi inibisce l'enzima adenilato-ciclasi e quindi la produzione di AMP ciclico.
I loro ligandi sono i cannabinoidi: endocannabinoidi, cannabinoidi naturali e cannabinoidi di sintesi.

## I recettori
Attualmente si conoscono due tipi di recettori cannabinoidi: il recettore CB1, scoperto nel 1990, e il recettore CB2, individuato nel 1993. Alcuni ricercatori suppongono l'esistenza di un terzo tipo di recettore, ma ciò non è stato ancora confermato.
I recettori CB1 si trovano principalmente nell'encefalo, in particolare nei gangli basali, globus pallidus e substantia nigra  e, in misura minore,  nel cervelletto, nell'ippocampo, nel nucleo caudato, nel putamen, nell'ipotalamo e nell'amigdala. Sono stati inoltre individuati, ma con minore densità,  anche nei polmoni, nel fegato, nei reni e nelle cellule dell'apparato riproduttivo sia maschile che femminile. I recettori CB1 sono invece assenti nel midollo allungato, la parte del sistema nervoso che presiede al controllo delle funzioni respiratorie e cardiovascolari. La stimolazione dei recettori CB1 rende conto degli effetti euforizzanti dei cannabinoidi  ma anche della loro azione antiemetica, antiossidante, ipotensiva, immunosoppressiva, antinfiammatoria, analgesica, antispastica e stimolante dell'appetito.
Si è a lungo ritenuto che i recettori CB2 si trovassero quasi esclusivamente sulle cellule T del sistema immunitario, con la più alta densità a livello della milza. Un recente studio ha invece mostrato la loro presenza anche a livello del sistema nervoso centrale. La stimolazione dei recettori CB2 sembra essere responsabile principalmente della azione anti-infiammatoria e immunomodulatrice dei cannabinoidi.

### Effetti periferici della stimolazione del recettore CB1
Il recettore CB1 è espresso perifericamente negli epatociti, negli adipociti, nei muscoli scheletrici e nel pancreas. Questo insieme ai suoi ligandi endogeni, gli endocannabinoidi, è presente quindi in quelle cellule periferiche e tessuti che controllano l'omeostasi energetica, svolgendo un ruolo fondamentale nel bilancio energetico attraverso diversi meccanismi. Uno di questi è la regolazione della fisiologia degli adipociti, che nel caso in cui risulti disordinata, porterebbe a uno squilibrio di accumulo di energia, obesità e malattie associate.
Numerose ricerche hanno approfondito il ruolo benevolo che CB1 può avere nei confronti di una condizione di eccessivo accumulo di grasso corporeo.  
L'attivazione del recettore dei cannabinoidi di tipo 1 (CB1) stimola l'adipogenesi e la lipogenesi, portando a compromissione della funzione mitocondriale nell'obesità indotta dalla dieta (DIO). L'attivazione di CB1 in topo e WAT (White Adipose Tissue = Tessuto Adiposo Bianco)  umano riduce la massa e la funzione mitocondriale mediante la downregulation del coattivatore di PPARγ 1α (recettore gamma attivato dai proliferatori dei perossisomi) ( Ppargc1a ), mentre il blocco genetico e farmacologico della funzione CB1 aumenta la biogenesi mitocondriale migliorando l'espressione di Ppargc1a. Di conseguenza, la perdita di peso corporeo indotta dalla somministrazione cronica di antagonisti del CB1 è in gran parte dovuta all'aumento del dispendio energetico e alla conseguente attivazione della lipolisi e dell'ossidazione degli acidi grassi.
I topi con delezione specifica degli adipociti del gene codificante per CB1 (Ati-CB1-KO) hanno mostrato una diminuzione del peso corporeo, una ridotta adiposità totale, un maggiore dispendio energetico e un rimodellamento cellulare specifico del deposito di grasso verso una minore capacità di stoccaggio dell'energia e l'imbrunimento degli adipociti bianchi. Questi cambiamenti sono stati associati ad un aumento dei macrofagi alternativamente attivati in concomitanza con un tono simpatico potenziato nel tessuto adiposo. Recenti intuizioni hanno suggerito infatti che i macrofagi attivati alternativamente nel tessuto adiposo agiscano come una fonte di catecolamine, contribuendo alla termogenesi adattativa e alla doratura di WAT.

## Studi sugli animali
È attestato che gli animali da laboratorio, in esperimenti controllati, non si autosomministrano THC. Ciò significa che, nonostante gli effetti generalmente positivi che il THC produce nell'uomo, gli animali sono in grado di riconoscere gli effetti di intossicazione. Anche la somministrazione di droghe che attivano selettivamente i recettori per il THC produce lo stesso comportamento aversivo negli animali, il che mostra come la capacità di riconoscere l'intossicazione sia mediata dai recettori del THC direttamente e non direttamente attraverso i circuiti dopaminergici ed il sistema endocannabinoide.

### Effetti cronici
L'assunzione di THC continuata nel tempo porta a tolleranza rispetto ai sintomi sia negli animali da laboratorio che negli umani. Ciò significa che, con l'uso continuato della pianta, gli effetti su umore, memoria, performance cognitive e motorie diminuiscono di intensità. La causa principale sembra essere una desensibilizzazione del recettore cannabinoide o un'alterazione nella sua interazione con il secondo messaggero, anche se non ancora riconosciuto attraverso prove certe.